# Bonsall (Stany Zjednoczone)
Bonsall – jednostka osadnicza w Stanach Zjednoczonych, w stanie Kalifornia, w hrabstwie San Diego.